# Rácz István (fizikus)
Rácz István (Makó, 1959. március 21. –) elméleti fizikus, az MTA doktora, a Wigner Fizikai Kutatóközpont tudományos tanácsadója, címzetes egyetemi tanár. Kutatásai elsősorban az Einstein-féle gravitációelméletben megfogalmazódó fizikai problémák megoldására irányulnak. Ez magában foglalja a matematikai relativitáselmélet kutatása mellett az elsődleges gravitációshullám-források, a fekete lyukak és feketelyuk-kettősök analitikus és numerikus eszközökkel történő leírását, valamint a keltett hullámok meghatározását.

## Tudományos képzés
Az MTA Tudományos Minősítő Bizottság (TMB) ösztöndíjasa (1986–1989) volt, témavezetője Dr. Perjés Zoltán volt.
PhD (kandidátusi) dolgozatának címe: Szingularitások az általános relativitáselméletben és a téridő kauzális határa (1989).

## Könyvek
- Bevezetés az Einstein-féle gravitációelméletbe
- Gyenge gravitációs hullámok leírása az általános relativitáselméletben

## Publikációk
- Constraints as evolutionary systems, CLASSICAL AND QUANTUM GRAVITY 33 015014  (2016)
- Tudományos közlemények listája
- Google scholar